# Holotheria
Holotheria su raznovrsna grupa sisara koji su potomci poslednjeg zajedničkog pretka Kuehneotherium i Theria (grupa koja uključuje torbare i placentalne sisare).

## Spoljašnje veze
- Aron Ra - "Systematic Classification of Life (episode 26) - Holotheria"